# Oromo (plat)

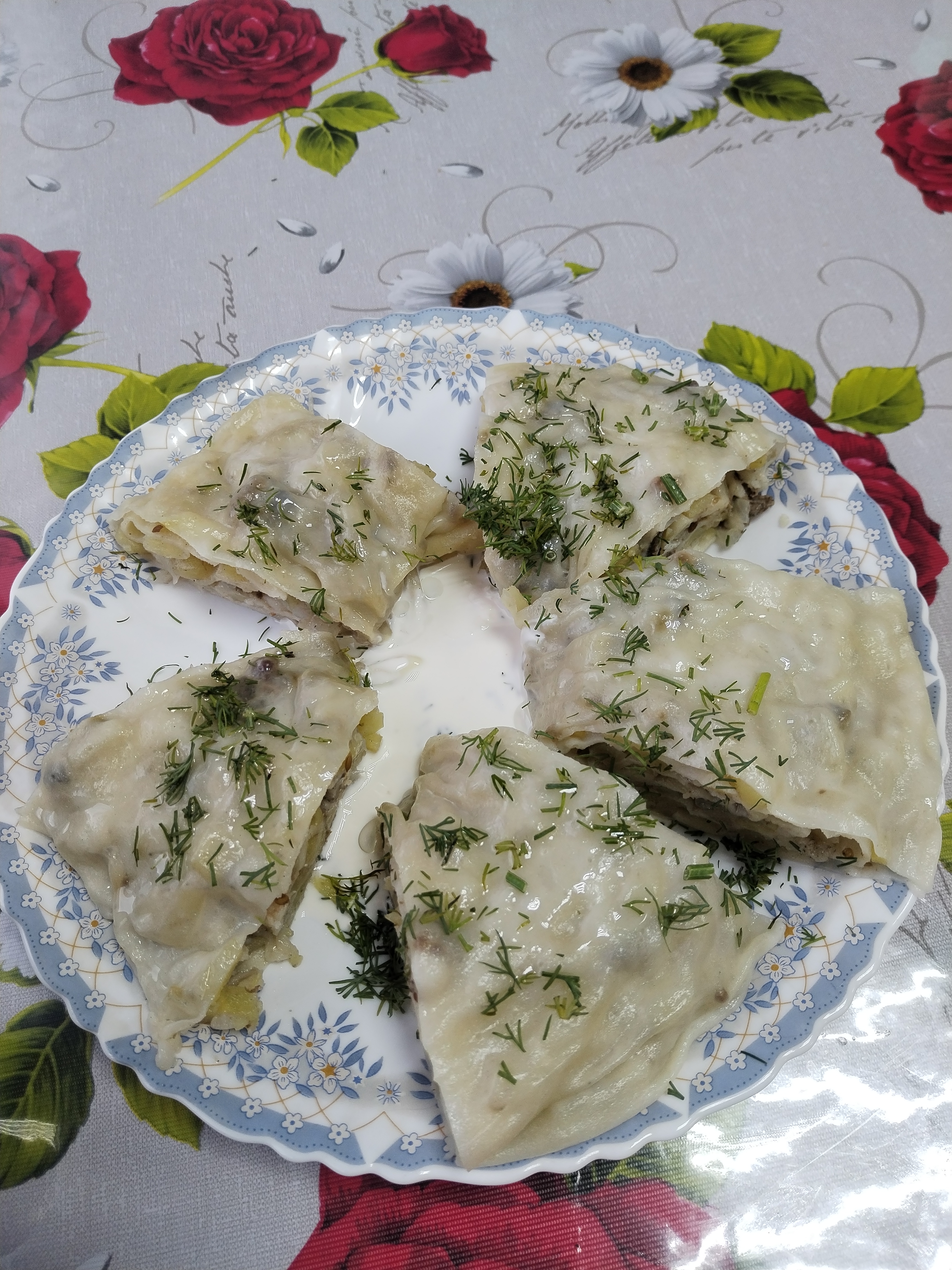
Un oromo ouvert.

L'oromo (Kirghize : оромо, [u̯ʊromo]) ou orama (Kazakh: орама, [orama]) est une variété de boulette cuite à la vapeur, traditionnelle en Asie centrale, et en particulier chez les Kirghizes et les Kazakhs. 
Son nom vient de la nominalisation du verbe "rouler", en référence à la manière dont le plat est préparé.

## Recette
La pâte de l'oromo est faite de farine, d'eau et de sel. Elle est malaxée puis roulée finement. Elle est ensuite enroulée autour de la garniture, composée d'un mélange de pomme de terre, viande hachée, graisse animale et citrouille. L'oromo est ensuite cuit à la vapeur.